# Gonzalo Flores
Gonzalo Alejandro Flores Osorio (Santiago, Chile; 29 de febrero de 2000) es un futbolista chileno, se desempeña como portero y actualmente defiende los colores de Coquimbo Unido de la Primera División de Chile.

## Trayectoria
Inició su carrera jugando como defensa central y volante de contención, en las divisiones inferiores de Audax Italiano y Cobresal, no pudiendo progresar debido a la baja estatura. Luego, decidió jugar como arquero, yéndose a probar a Palestino y Magallanes, quedando en el conjunto de colonias.
Tras un partido amistoso entre las inferiores de Palestino y Universidad de Chile, en donde debió ingresar al segundo tiempo, Flores tuvo un destacado desempeño, lo que llevó al conjunto laico a ofrecerle una prueba en sus inferiores, donde firmó tras dos meses.
Luego de luchar por el puesto con Rodrigo Cancino en las divisiones inferiores, no logró consolidarse como titular, y luego del nacimiento de su hija, decidió salir del conjunto azul en busca de minutos.
Tras 6 meses de trabajo en una empresa química, en marzo de 2020 es anunciado como nuevo jugador de Deportes Linares de la Segunda División Profesional de Chile.Debido a la Pandemia de COVID-19, debió dejar el conjunto de Linares tras incumplimientos en las remuneraciones sin haber debutado.
En julio de 2020, luego de una recomendación del excoordinador del Área de Arqueros de la Universidad de Chile Bruno Vásquez, es contratado por Deportes Santa Cruz de la Primera B de Chile. Debutó profesionalmente el 17 de enero de 2021, durante la victoria de Deportes Santa Cruz ante Deportes Valdivia por 3:2, en partido válido por el torneo oficial.
En diciembre de 2024, es anunciado como nuevo jugador de Coquimbo Unido de la Primera división, con vistas a la temporada 2025.

## Estadísticas

### Clubes
| Club                        | Div.          | Temporada     | Liga  | Liga  | Copas nacionales | Copas nacionales | Torneos internacionales | Torneos internacionales | Total | Total |
| Club                        | Div.          | Temporada     | Part. | Goles | Part.            | Goles            | Part.                   | Goles                   | Part. | Goles |
| --------------------------- | ------------- | ------------- | ----- | ----- | ---------------- | ---------------- | ----------------------- | ----------------------- | ----- | ----- |
| Deportes Santa Cruz · Chile | 2.ª           | 2020          | 1     | 0     | —                | —                | —                       | —                       | 1     | 0     |
| Deportes Santa Cruz · Chile | 2.ª           | 2021          | 0     | 0     | 3                | 0                | —                       | —                       | 3     | 0     |
| Deportes Santa Cruz · Chile | 2.ª           | 2022          | 20    | 0     | 1                | 0                | —                       | —                       | 21    | 0     |
| Deportes Santa Cruz · Chile | 2.ª           | 2023          | 2     | 0     | 2                | 0                | —                       | —                       | 4     | 0     |
| Deportes Santa Cruz · Chile | Total club    | Total club    | 23    | 0     | 6                | 0                | 0                       | 0                       | 29    | 0     |
| Total carrera               | Total carrera | Total carrera | 23    | 0     | 6                | 0                | 0                       | 0                       | 29    | 0     |
| 1. 2.                       |               |               |       |       |                  |                  |                         |                         |       |       |